# Henderson's Boys
Henderson’s Boys je série špionážních románů pro děti i dospělé, které napsal anglický spisovatel Robert Muchamore. Série následuje Charles Henderson, tvůrce fiktivní organizace CHERUB. Děj se odehrává v roce 1940 během druhé světové války, kde Henderson vede sérii dobrodružství pro děti.
Na rozdíl od CHERUB, který se soustředí kolem téže organizace v moderní době, se série Henderson’s Boys vrací do historie a odhaluje svůj původ. Odhalí to, co stojí za Cherub a jak bylo logo této organizace navrženo.
| Anglicky                               |
| -------------------------------------- |
| Henderson’s Boys: The Escape (2/2009)  |
| Henderson’s Boys: Eagle day (6/2009)   |
| Henderson’s Boys: Secret Army (2/2010) |
| Henderson’s Boys: Grey wolves (2/2011) |